# Juraj Bindzár
Juraj Bindzár (ur. 24 lutego 1943 w Pezinoku, zm. 24 czerwca 2019 w Bańskiej Bystrzycy) – słowacki reżyser, scenarzysta, pieśniarz i pisarz.
W dzieciństwie chorował na polio, dlatego do szkoły podstawowej uczęszczał w czeskich uzdrowiskach Velké Losiny i Jańskie Łaźnie. Gimnazjum ukończył w rodzinnym mieście, a później studiował estetykę i teatrologię na Wydziale Filozoficznym Uniwersytetu Karola w Pradze oraz reżyserię teatralną w Wyższej Szkole Sztuk Scenicznych w Bratysławie.
Jako autor sztuk teatralnych zajmował się głównie tworzeniem spektakli dla dzieci. Był też inicjatorem i założycielem studia filmowego Ludus, w którym nakręcił film animowany Oko (1967), natomiast prace nad kolejną animacją Aplauz zostały przerwane ze względów politycznych. Na podstawie własnego scenariusza nakręcił też pełnometrażowy Okresné blues (1986) o konfliktach muzyków folkowych z lokalnymi urzędnikami, jednak miał on premierę dopiero pięć lat później. Film ten zawierał również jego własną muzykę. W latach 1975–1989 zajmował się reżyserią dubbingu. Pracował w teatrach w Nitrze i Bańskiej Bystrzycy, a także w Nowym Teatrze w Bratysławie oraz w Telewizji Czechosłowackiej. Przez piętnaście lat prowadził w miesięczniku „Slovenské pohľady” własną rubrykę publicystyczno-krytyczną.
Był również pieśniarzem, współpracował ze stowarzyszeniem pieśniarskim Slnovrat, a teksty piosenek tworzył głównie w gwarze pezinockiej. Spośród jego utworów największą popularność zdobyła Balada presmutná o strašlivé smrci strojvodcu Zbudzilu velkého štramáka, stworzona na melodię amerykańskiej pieśni ludowej. Jako muzyk został laureatem festiwalu Martinské folkfórum 1986, a w 1988 został uznany za objawienie roku przez czeski magazyn Melodie.
W późniejszych latach zaczął również tworzyć poezję oraz prozę. Wydał trzy zbiory poezji: Krajina nespavosti (2000, debiut literacki), dwujęzyczny Dvojhlavé srdce – Dvouhlavé srdce (2012) oraz V bruchu zimy (2018). Jako prozaik zadebiutował w 2002 roku kryminałem Zabi ma nežne alebo Šibenica pre malého muža. Zmarł 24 czerwca 2019.
W 2020 roku został pośmiertnie laureatem nagrody Jána Johanidesa za powieść Zvon.